# Partido Comunista da Finlândia (1994)
O Partido Comunista da Finlândia (finlandês: Suomen Kommunistinen Puolue, SKP sueco: Finlands kommunistiska parti, FKP) ou Novo Partido Comunista da Finlândia (finlandês: Uusi Suomen Kommunistinen Puolue, USKP sueco: Finlands nya kommunistiska parti, FNKP) é um partido político na Finlândia. Foi fundado em meados da década de 1980 como Partido Comunista da Finlândia (Unidade) (Finlandês: Suomen Kommunistinen Puolue (yhtenäisyys), SKPy, sueco: Finlands kommunistiska parti (enhet) FKP(e)) pela antiga oposição do antigo Partido Comunista da Finlândia (1918-1992). O SKP nunca foi representado no parlamento finlandês, mas o partido teve conselheiros locais em alguns municípios, incluindo os conselhos municipais de grandes cidades como Helsinque e Tampere. 
O SKP reivindica 2 500 membros.
O partido está oficialmente registrado desde 1997. Na década de 1980, quando a oposição e as organizações que controlava foram expulsas da SKP liderada por Arvo Aalto, a SKPy, no entanto, optou por não se registrar por se considerar a verdadeira SKP e reivindicar Aalto havia roubado ilegalmente do partido. Mais tarde, os tribunais decidiram que todas as expulsões eram ilegais.